# Ментона-Уэст
Менто́на-Уэ́ст (фр. Menton-Ouest, Западная Ментона) — упразднённый кантон во Франции, в регионе Прованс — Альпы — Лазурный Берег, департамент Приморские Альпы. Входил в состав округа Ницца. Код INSEE кантона — 06 52.
До марта 2015 года в состав кантона Ментона-Уэст входило 4 коммуны, административный центр располагался в коммуне Ментона.

## Коммуны кантона
| Коммуна            | Население, чел. (1999) | Почтовый индекс | Код INSEE |
| ------------------ | ---------------------- | --------------- | --------- |
| Горбьо             | 1154                   | 06500           | 06067     |
| Ментона            | 4624                   | 06500           | 06083     |
| Рокбрюн-Кап-Мартен | 11 692                 | 06190           | 06104     |
| Сент-Аньес         | 1104                   | 06500           | 06113     |

## Население
Население кантона на 2007 год составляло 20 599 человек.
| 1962 | 1968 | 1975 | 1982 | 1990 | 1999   | 2006 | 2007   | 2008 |
| ---- | ---- | ---- | ---- | ---- | ------ | ---- | ------ | ---- |
| —    | —    | —    | —    | —    | 18 574 | —    | 20 599 | —    |

По закону от 17 мая 2013 и декрету от 24 февраля 2014 года количество кантонов в департаменте Приморские Альпы уменьшилось с 52-х до 27-ми. Новое территориальное деление департаментов на кантоны вступило в силу во время выборов 2015 года. После реформы кантон был упразднён. Коммуны переданы в состав вновь созданного кантона Ментона (округ Ницца).